# Johann Schütte

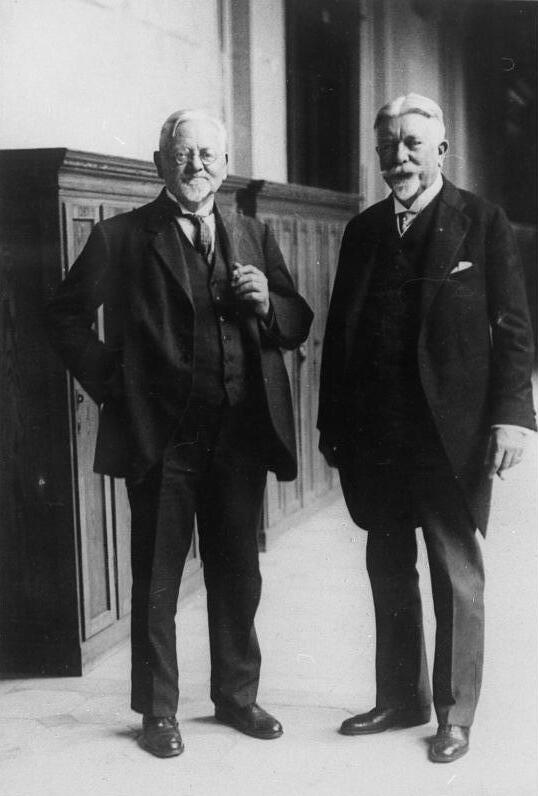
Johann Schütte (rechts) mit August von Parseval, 1929

Johann Heinrich Carl Schütte, genannt Jan Schütte, (* 26. Februar 1873 in Osternburg; † 29. März 1940 in Dresden-Weißer Hirsch) war ein deutscher Schiffbauingenieur, Hochschullehrer für Schiffbau, Luftschiffkonstrukteur und Unternehmer.

## Familie
Der Großvater väterlicherseits, Gerhard Schütte (1810–1871), Landwirt, Heuermann und Gärtner aus Hatten im Großherzogtum Oldenburg, heiratete 1840 Rebecca Magdalena geborene Meyer (1808–1865) in Osternburg. Der Großvater mütterlicherseits, Landwirt Hermann Bernhard Schütte (1821–1849) aus Astede bei Neuenburg, heiratete 1845 in Bockhorn Anna Maria geborene Erck (1820–1891) aus Timmel, Ostfriesland. Schüttes Vater, Heinrich Wilhelm Ludwig Schütte, Oberhofkommissär und Rechnungsrat am Großherzoglichen Hof in Oldenburg (1845–1917), heiratete 1869 Christine Sophie geborene Schütte (1846–1902). Seine ältere Schwester war Anna Schütte (1869–1917).
Johann Schütte heiratete 1898 Henriette Bertha Adele geborene Addicks, Tochter des Bremerhavener Reeders Heinrich Addicks. Ihre gemeinsamen Kinder waren Wilhelm Schütte (1899–1924), Volkswirt, und Dorothea (geb. 1901), verheiratete Temmler. Schütte hatte zwei Enkel: Jandirk Schütte, Apotheker, und Monika Kuhn-Temmler, Geschäftsführerin.
Johann Schütte gehörte der Evangelisch-Lutherischen Kirche an.

## Ausbildung
Johann Schütte besuchte ab 1879 die Oberrealschule Oldenburg, die er 1892 mit dem Abitur verließ. Von 1892 bis 1898 absolvierte er ein Schiffbaustudium an der Technischen Hochschule Charlottenburg. Während des Studiums schloss er sich der Landsmannschaft Guilelmia an. Er bestand dort 1898 die Bauführerprüfung (Erstes Staatsexamen) mit Auszeichnung. Nachdem 1900 der (mit dem Ersten Staatsexamen gleichrangige) akademische Grad des Diplom-Ingenieurs eingeführt worden war, erhielt Schütte 1902 nachträglich diesen Grad.

## Beruflicher Werdegang

### Schiffbauer

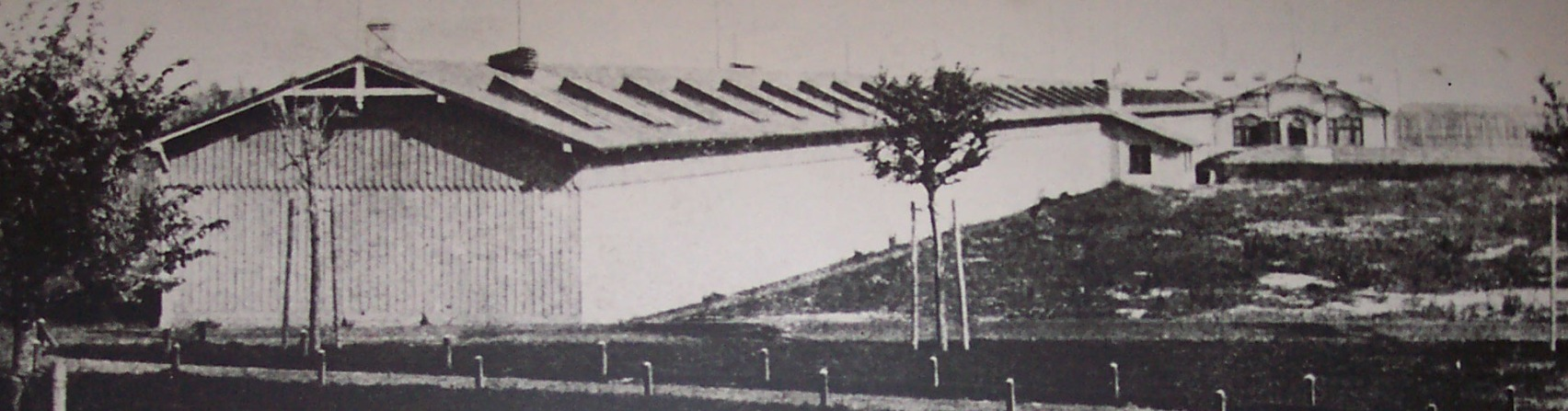
NDL-Schiffbauversuchsanstalt

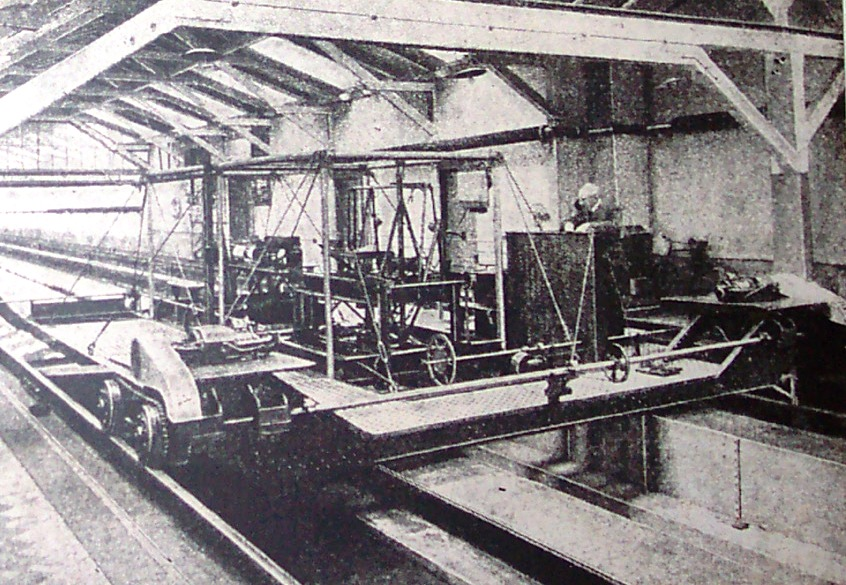
Schleppwagen in der NDL Versuchsanstalt

Schon kurz vor dem Ende seines Studiums erhielt Schütte 1897 eine Anstellung beim Norddeutschen Lloyd (NDL). Nachdem er 1899 nachgewiesen hatte, dass der gerade gelieferte Schnelldampfer Kaiser Friedrich aufgrund seiner ungünstigen Hinterschiffsform die vertraglich vereinbarte Geschwindigkeit nicht erreichen konnte, beauftragte ihn der NDL mit der Errichtung einer Schleppmodell-Versuchsstation in Bremerhaven. Diese Einrichtung hatte die Aufgabe, die hydrodynamisch günstigsten Formen für die Hochseeschiffe des NDL zu ermitteln. Das Laboratorium konnte dank des Engagements Schüttes schon 1900 als Abteilung für Schiffbautechnische Versuche eingeweiht werden. Seine wissenschaftlichen Forschungen, die er als Leiter dieser damals im Deutschen Reich einzigartigen Einrichtung durchführen konnte, machten Johann Schütte schnell zur auch international anerkannten wissenschaftlichen Autorität in Fragen des Widerstandes und der Geschwindigkeit im Schiffbau. Neben seiner Tätigkeit beim NDL war er an führender Stelle an der Konstruktion und am Bau der ersten deutschen Kabelleger beteiligt. Schütte avancierte in dieser Zeit außerdem zum schiffbautechnischen Berater des Großherzogs von Oldenburg, Friedrich August. In dieser Eigenschaft baute er unter anderem 1903 dessen Dampfyacht Lensahn um. Daneben erfand er einen Pallografen zur Messung von Schiffsschwingungen und den sogenannten Schütte-Kessel, einen speziellen Kessel für kleinere Schiffe und Boote, für den er auf der Weltausstellung in St. Louis 1904 eine Goldmedaille verliehen bekam.
Im Mai desselben Jahres wurde Johann Schütte aufgrund seiner wissenschaftlichen Leistungen von Kaiser Wilhelm II. zum Professor „für Theorie des Schiffes und Entwerfen von Schiffen“ an der neu gegründeten Technischen Hochschule Danzig ernannt. Dort wirkte er von 1904 bis 1922 erfolgreich als Hochschullehrer.

### Luftschiffbauer und Unternehmer
Seine großen Anstrengungen, über die Errichtung einer Versuchsanstalt für Schiffbau an der Technischen Hochschule Danzig die hydrodynamische Forschung zu etablieren, scheiterten allerdings Ende 1907 an den zu hohen Kosten. Dieser Misserfolg zwang ihn, sich beruflich und wissenschaftlich neu zu orientieren. Hinzu kam, dass er Mitte Februar 1909 bei dem in der Schiffbauindustrie und bei großen Reedereien einflussreichen Großherzog von Oldenburg aus privaten Gründen in Ungnade gefallen war. So beschäftigte sich Schütte nach dem Unglück des Zeppelin-Luftschiffs LZ 4 in Echterdingen Anfang August 1908 intensiver mit der Luftschifffahrt. Bereits im Herbst 1908 konstruierte er ein eigenes Luftschiff, das sich unter anderem durch seine aerodynamische Form und sein Gerippe aus Holz auszeichnete. Im Winter 1908/1909 ging er daran, seine Konstruktion zu verwirklichen. Im Verlauf des Frühjahrs 1909 konnte Schütte den Luftfahrtmäzen Karl Lanz, Inhaber der Mannheimer Landmaschinenwerke Heinrich Lanz AG, als finanzkräftigen Investor für sein Vorhaben gewinnen. Als beide Anfang April 1909 das Unternehmen Luftschiffbau Schütte-Lanz mit Sitz in Mannheim-Rheinau gründeten, war die entscheidende Voraussetzung dafür geschaffen, dass Schütte schon ab Sommer 1909 mit dem Bau seines Luftschiffs beginnen konnte. Die Produktionsstätte wurde im benachbarten Brühl angesiedelt. Nach einer schwierigen und von Rückschlägen gekennzeichneten Bauzeit von zweieinhalb Jahren startete Schüttes erstes Luftschiff, der SL 1, am 17. Oktober 1911 zu seiner ersten Fahrt. Ab Ende 1912 im Dienst des preußischen Heeres, bewies das Schiff bis zu seiner Zerstörung im Juli 1913 auf vielen Fahrten die Leistungsfähigkeit und Zuverlässigkeit des „Systems Schütte“. Sein zweites Luftschiff, der SL 2, übertraf bei seiner Erprobung ab dem 28. Februar 1914 deutlich alle an ihn von Seiten des preußischen Militärs gestellten technischen Leistungsanforderungen. Das Schiff war zugleich auch leistungsfähiger als alle damals in Dienst befindlichen Luftschiffe und war damit das seinerzeit modernste Luftschiff der Welt. Mit ihm wurde Schütte endgültig zum stärksten Konkurrenten Zeppelins und zu einem der weltweit führenden Experten in der Aerodynamik und im Starrluftschiffbau.

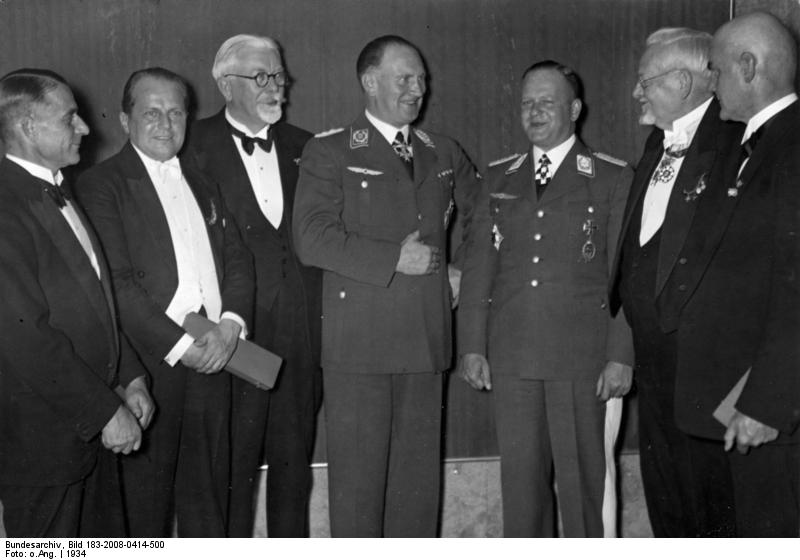
Johann Schütte (3. von links) im Jahr 1934

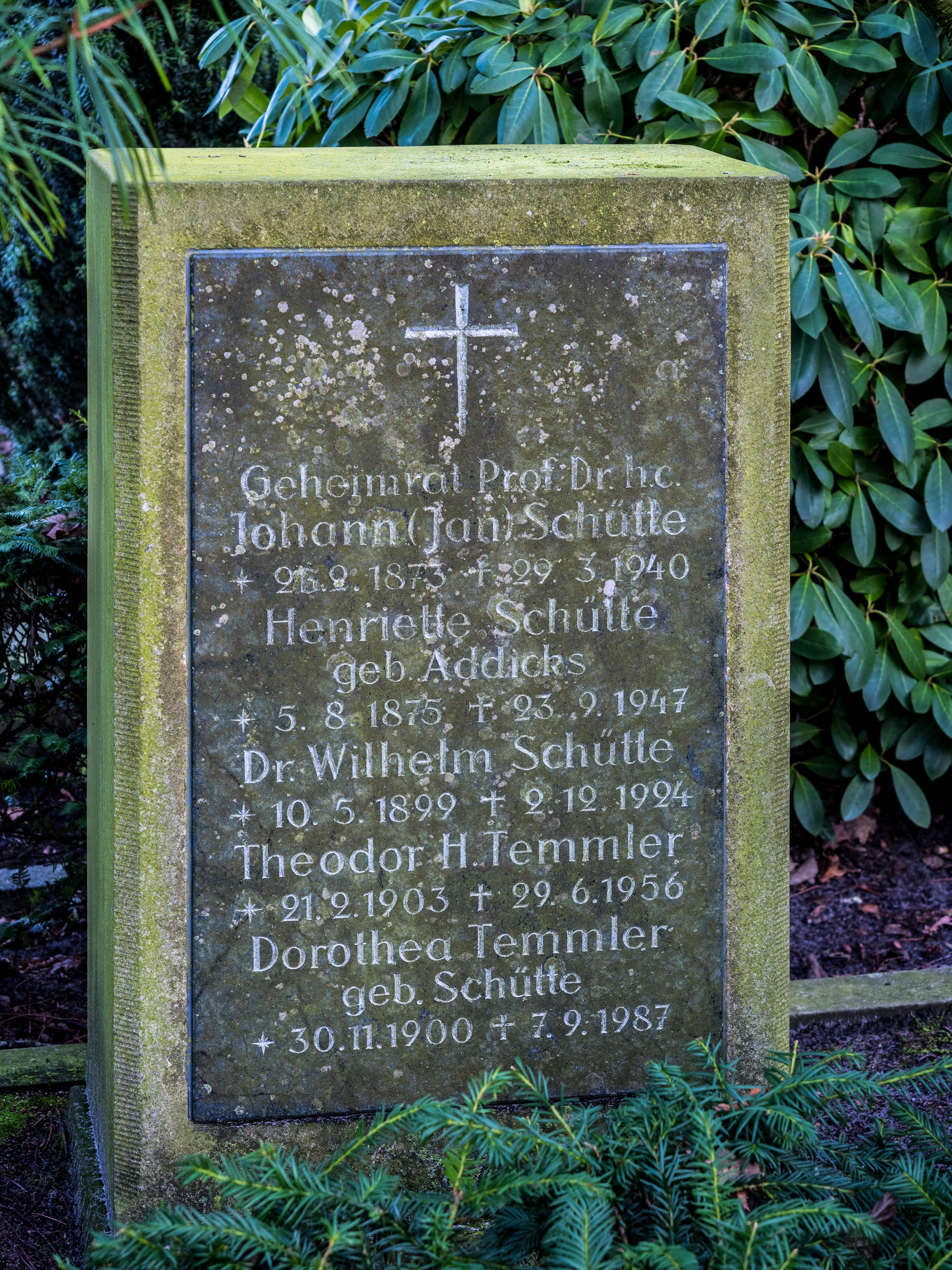
Grab auf dem Alten Osternburger Friedhof in Oldenburg (Oldb)

Im Ersten Weltkrieg wurde Schütte folglich auch mit 20 Luftschiffen der zweitgrößte Produzent von militärischen Groß-Luftschiffen des starren Typs, welche die deutschen Militärs unter anderem für die Bombardierung von Zielen in Großbritannien einsetzten. Nachdem er schon 1910 die technischen Potenziale des Flugzeugs erkannt hatte, sorgte Schütte zunächst gegen den Widerstand seiner Partner für die Entwicklung von firmeneigenen Konstruktionen in Rheinau. Daraus entstanden Prototypen, die aber nie in Serie produziert wurden. Während des Ersten Weltkriegs gelang es ihm dann, auf dem Gelände der 1916 eröffneten großen Werft in Zeesen bei Königs Wusterhausen die Lizenzproduktion von etlichen hundert Aufklärern, Jagdflugzeugen und Fernbombern in Gang zu setzen.
Bedingt durch die Regelungen des Versailler Vertrages und der alliierten Begriffsbestimmungen, besaß das Unternehmen Luftschiffbau Schütte-Lanz nach dem Ersten Weltkrieg keinen einzigen Bauauftrag. Schüttes Verhandlungen mit ausländischen, hauptsächlich amerikanischen Unternehmen über den Verkauf und die Verwertung seiner Luftschiffpatente, über den Bau von Luftschiffen und über die Einrichtung von inter- und intrakontinentalen Luftschifflinien scheiterten ausnahmslos. Zur gleichen Zeit prozessierte Schütte durch mehrere Gerichtsinstanzen gegen den Reichsfiskus und gegen die Luftschiffbau Zeppelin GmbH um Entschädigungen für die Benutzung seiner Luftschiffpatente im Krieg. Als er 1924 diesen Konflikt mit einem für ihn ungünstigen Vergleich beilegen musste, statt die erhofften hohen Entschädigungszahlungen zu erhalten, war sein Unternehmen gezwungen, Konkurs anzumelden. Als zur selben Zeit auch noch sein Sohn und Erbe starb, zog sich Schütte immer mehr als Unternehmer zurück. Dennoch versuchte er bis 1935 mit wechselnden Partnern, wie etwa dem faschistischen Italien, seine Luftschiffpatente zu verwerten. Außerdem versah er bis zu seiner Emeritierung 1938 mehr routinemäßig seinen Dienst als Professor für Schiffbau an der Technischen Hochschule Berlin-Charlottenburg. Daneben leitete Schütte aber mit großem Engagement von 1919 bis 1935 als erster Vorsitzender die Wissenschaftliche Gesellschaft für Luftfahrt und von 1930 bis 1939 die Schiffbautechnische Gesellschaft. Von den neuen politischen Verhältnissen begeistert, vollzog er im Nationalsozialismus die „Gleichschaltung“ der beiden wissenschaftlich-technischen Vereine. Gegen Ende seines Lebens bemühte er sich darum, seine Lebensleistung positiv zu würdigen und sie im Bewusstsein der Nachwelt zu erhalten, unter anderem mit dem Aufbau einer Dauerausstellung im Landesmuseum Oldenburg.

## Ehrungen
- In Oldenburg erinnern an Johann Schütte die Schütte-Lanz-Straße und an seine Mutter die Sophie-Schütte-Straße.[5] Der Eintrag ins Goldene Buch wurde 1948 gelöscht.[6]
- In Berlin-Steglitz gibt es seit 1933 eine Schütte-Lanz-Straße.[7] In Brühl erinnert die Schütte-Lanz-Straße an die ehemalige Produktionsstätte.[8] Des Weiteren gibt es im Mannheimer Stadtteil Schönau eine Straße, die seinen Namen trägt, während das dortige städtische Kinderhaus wegen seiner Rolle als bekennender Anhänger der Nationalsozialisten seit Dezember 2023 nicht mehr seinen Namen trägt.[9]
- An der TU Berlin wurde ein studentischer Arbeitssaal in Andenken von Prof. Schütte in Schüttesaal benannt. Nach dem Umzug der Studenten von dem zentralen Gebäude zum dezentral gelegenen Gelände am Salzufer wurden zwei Arbeitssäle der Schiffbauer zum Schütte-Horn-Saal zusammengelegt.[10]
- In Böblingen ist auf dem Flugfeld die Johann-Schütte-Straße nach ihm benannt.

## Schriften
- Die Schleppversuchsstation des Norddeutschen Lloyd in Bremerhaven. In: Schiffbau, Zeitschrift für die gesamte Industrie auf schiffbautechnischen und verwandten Gebieten, 1900, 1. Jahrgang, S. 737 / 2. Jahrgang 1901, S. 1 und 203.
- Untersuchungen über Hinterschiffsformen, speziell über Wellenaustritte. In: Jahrbuch der Schiffbautechnischen Gesellschaft. Band 3. 1902, S. 332–370.
- Einfluss auf den Widerstand und die Rollbewegung der Schiffe in ruhigem Wasser. In: Jahrbuch der Schiffbautechnischen Gesellschaft. Band 4. 1903, S. 341–378.
- Der Luftschiffbau Schütte-Lanz 1909–1925. München / Berlin 1926.